# RShare

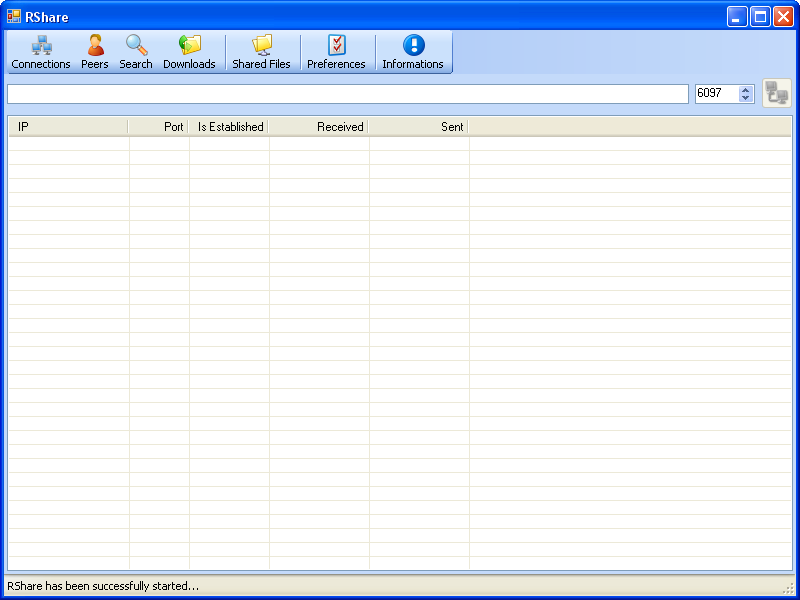

RShare è una rete P2P di terza generazione, ovvero una  rete P2P anonima, creata da Lars Regensburger e pensata per offrire ai client che la utilizzano una protezione da analisi del traffico da parte di associazioni anti-P2P e limitazioni di banda da parte di alcuni ISP.
Originariamente per questa rete fu sviluppato un client software omonimo, che poi fu abbandonato. Di seguito un gruppo di sviluppatori tedesco, insieme a Lars Regensburger, realizzò un nuovo programma di file sharing basato sulla rete RShare, di nome StealthNet, che tuttora è in continuo sviluppo.

## Principio di funzionamento
Un buon grado di anonimato e sicurezza viene fornito dalla rete RShare in base ad un instradamento dei dati che viene chiamato in gergo principio di comportamento delle formiche, che tecnicamente è simile all'onion routing.
Ciò consiste nel fatto che i dati inviati dal mittente vengano instradati fra diversi nodi prima di arrivare al destinatario, in modo da creare un percorso virtuale all'interno della rete RShare sul quale avviene il trasferimento, e mittente e destinatario sono collegati in modo indiretto.
Per esempio, un nodo A che trasmette dati ad un nodo B può assumere molti significati. Il nodo A potrebbe essere il mittente del trasferimento, quindi starebbe inviando parti di un file che possiede in condivisione al nodo B. Ma in questo caso non è detto che il nodo B sia l'effettivo destinatario, infatti potrebbe inviare tali dati ad un altro nodo che collega il destinatario. Non è detto nemmeno che il nodo A sia l'effettivo mittente, infatti potrebbe anche essere un semplice nodo che si trova all'interno del percorso di routing che collega mittente e destinatario.
Si viene a creare in questo modo il cosiddetto principio di "plausible deniability" (negabilità plausibile in italiano), per cui si intende in tal caso che non si può stabilire a priori che due nodi che si stanno scambiando dati siano mittente e destinatario effettivi di un trasferimento, ovvero, non è detto che si stiano scambiando dati che li riguardano o per cui sono interessati.
Un nodo, all'accesso alla rete RShare, si connette ad un numero preimpostato di nodi diretti di cui si conosce l'indirizzo IP. Tutti gli altri nodi della rete vengono contattati in base a percorsi di routing costruiti ed inizializzati da un nodo diretto al quale si è connessi. I nodi non diretti sono identificati da un ID che differisce dall'indirizzo IP e non dipende da esso. Tutte le fonti dei file in download e dei risultati di ricerca sono identificati dall'ID di cui sopra, e non attraverso l'indirizzo IP.
Infine, tutti i dati scambiati tra due nodi vengono criptati.

## Client
L'omonimo client per RShare non viene più utilizzato, a causa dell'abbandono dello sviluppo.
Tuttora l'unico client utilizzabile, ed in continuo sviluppo, operante sulla rete RShare è StealthNet.